# Mario Gavranović
Mario Gavranović (Lugano, 24 november 1989) is een Zwitsers voetballer van Kroatische afkomst die doorgaans als aanvaller speelt. Hij verruilde HNK Rijeka in januari 2018 voor Dinamo Zagreb. Gavranović debuteerde in 2011 in het Zwitsers voetbalelftal.

## Interlandcarrière
Gavranović is een zoon van Bosnische Kroaten, die in 1988 verhuisden van Gradačac naar Lugano. Na verschillende nationale jeugdteams te hebben vertegenwoordigd maakte Gavranović zijn debuut voor de Zwitserse nationale ploeg onder leiding van bondscoach Ottmar Hitzfeld in de EK-kwalificatiewedstrijd tegen Bulgarije in Sofia. Hij viel in dat duel, gespeeld op 26 maart 2011, na 77 minuten in voor Marco Streller. Zijn eerste twee interlanddoelpunten maakte Gavranović op 15 augustus 2012 in een vriendschappelijke wedstrijd tegen Kroatië (4–2). Gavranović speelde mee in drie wedstrijden in het voor Zwitserland succesvolle WK-kwalificatietoernooi. Bondscoach Hitzfeld nam hem in mei 2014 op in de selectie voor het wereldkampioenschap in Brazilië. Op 29 juni 2014 maakte de Zwitserse voetbalbond bekend dat Gavranović een blessure had opgelopen tijdens de training.
Gavranović maakte eveneens deel uit van de Zwitserse ploeg, die deelnam aan de WK-eindronde 2018 in Rusland. Daar eindigde de selectie onder leiding van bondscoach Vladimir Petković als tweede in groep E, achter Brazilië (1–1) maar vóór Servië (2–1) en Costa Rica (2–2). In de achtste finales ging Zwitserland vervolgens op dinsdag 3 juli met 1–0 onderuit tegen Zweden door een treffer van Emil Forsberg, waarna de thuisreis geboekt kon worden. Gavranović kwam in twee van de vier WK-duels in actie voor de nationale ploeg.
| Interlands van Mario Gavranović voor Zwitserland | Interlands van Mario Gavranović voor Zwitserland | Interlands van Mario Gavranović voor Zwitserland | Interlands van Mario Gavranović voor Zwitserland | Interlands van Mario Gavranović voor Zwitserland | Interlands van Mario Gavranović voor Zwitserland | Interlands van Mario Gavranović voor Zwitserland |
| №                                                | Datum                                            | Wedstrijd                                        | Uitslag                                          | Soort wedstrijd                                  | Doelpunten                                       |                                                  |
| Als speler bij FC Schalke 04                     | Als speler bij FC Schalke 04                     | Als speler bij FC Schalke 04                     | Als speler bij FC Schalke 04                     | Als speler bij FC Schalke 04                     | Als speler bij FC Schalke 04                     | Als speler bij FC Schalke 04                     |
| ------------------------------------------------ | ------------------------------------------------ | ------------------------------------------------ | ------------------------------------------------ | ------------------------------------------------ | ------------------------------------------------ | ------------------------------------------------ |
| 1.                                               | 26 maart 2011                                    | Bulgarije – Zwitserland                          | 0 – 0                                            | Kwalificatie EK 2012                             | 0                                                |                                                  |
| 2.                                               | 10 augustus 2011                                 | Liechtenstein – Zwitserland                      | 1 – 2                                            | Vriendschappelijk                                | 0                                                |                                                  |
| Als speler bij FC Zürich                         |                                                  |                                                  |                                                  |                                                  |                                                  |                                                  |
| 3.                                               | 15 augustus 2012                                 | Kroatië – Zwitserland                            | 2 – 4                                            | Vriendschappelijk                                | 2                                                |                                                  |
| 4.                                               | 12 oktober 2012                                  | Zwitserland – Noorwegen                          | 1 – 1                                            | Kwalificatie WK 2014                             | 1                                                |                                                  |
| 5.                                               | 16 oktober 2012                                  | IJsland – Zwitserland                            | 0 – 2                                            | Kwalificatie WK 2014                             | 1                                                |                                                  |
| 6.                                               | 6 februari 2013                                  | Griekenland – Zwitserland                        | 0 – 0                                            | Vriendschappelijk                                | 0                                                |                                                  |
| 7.                                               | 8 juni 2013                                      | Zwitserland – Cyprus                             | 1 – 0                                            | Kwalificatie WK 2014                             | 0                                                |                                                  |
| 8.                                               | 14 augustus 2013                                 | Zwitserland – Brazilië                           | 1 – 0                                            | Vriendschappelijk                                | 0                                                |                                                  |
| 9.                                               | 15 november 2013                                 | Zuid-Korea – Zwitserland                         | 2 – 1                                            | Vriendschappelijk                                | 0                                                |                                                  |
| 10.                                              | 5 maart 2014                                     | Zwitserland – Kroatië                            | 2 – 2                                            | Vriendschappelijk                                | 0                                                |                                                  |
| 11.                                              | 3 juni 2014                                      | Zwitserland – Peru                               | 2 – 0                                            | Vriendschappelijk                                | 0                                                |                                                  |

Bijgewerkt op 20 januari 2016.

## Erelijst
FC Schalke 04
- DFB-Pokal

2011
 FC Zürich
- Schweizer Cup

2014